# Égriselles-le-Bocage
Égriselles-le-Bocage é uma comuna francesa na região administrativa de Borgonha-Franco-Condado, no departamento de Yonne. Estende-se por uma área de 24 km². Em 2010 a comuna tinha 1 342 habitantes (densidade: 55,9 hab./km²).